# Liste der Wahlkreise für den Senat der Republik Polen

Wahlkreiseinteilung seit 2011

Die Liste der Wahlkreise für den Senat der Republik Polen gibt einen Überblick über die Verteilung und Nummerierung der Wahlkreise (polnisch Okręgi wyborcze) für die Wahl zum Senat der Republik Polen seit 2011. Die aktuelle Wahlkreiseinteilung entstand durch den Wechsel von Mehrpersonenwahlkreisen zu Einpersonenwahlkreisen und löste die von 2001 bis 2011 bestehenden Wahlkreise ab. Erstmals Anwendung fand die Wahlkreiseinteilung bei der Parlamentswahl am 9. Oktober 2011.

## Rechtliche Grundlagen
Grundlage der Wahlkreise für den Senat der Republik Polen bilden die Artikel 260 und 261 des Kodeks wyborczy vom 5. Januar 2011 in der aktuellen Fassung.
Die Wahlkreise für den Senat der Republik Polen, deren Anzahl auf 100 festgelegt ist, umfassen entweder eine gesamte Woiwodschaft oder einen Teil dieser. Dabei dürfen die Wahlkreise nicht die Grenzen der territorial dazugehörigen Wahlkreise für den Sejm der Republik Polen sowie der Powiats verletzen; Städte mit mehr als 500.000 Einwohnern können in einen oder mehrere Wahlkreise gegliedert werden. Der Zuschnitt eines Wahlkreises richtet sich nach der Zahl der darin lebenden Einwohner: Diese sollte im Idealfall den hundertsten Teil der Gesamtbevölkerung betragen, darf von diesem nach unten jedoch nicht mehr als 50 % und nach oben nicht mehr als 100 % abweichen. Für die Parlamentswahl in Polen 2011 betrug nach Veröffentlichung der Państwowa Komisja Wyborcza (Nationale Wahlkommission) der hundertste Teil der Gesamtbevölkerung am 9. Oktober 2011 377.483, die untere Schranke betrug somit 188.742, die obere Schranke 754.966 Einwohner. Der genaue Zuschnitt der Wahlkreise befindet sich in der Anlage Nr. 2 (Załącznik nr 2) des Kodeks wyborczy.
Polnische Staatsbürger, deren Wohnsitz sich außerhalb des Landes befindet, gehören zum Wahlkreis Nr. 44.

## Liste der Wahlkreise
Die folgende Tabelle beruht auf der Anlage Nr. 2 des Kodeks wyborczy in der letzten Bekanntmachung vom 22. Februar 2019 (Dz.U. 2019 poz. 684) und der Veröffentlichung der Einwohnerzahlen der einzelnen Wahlkreise vom 9. Oktober 2011 durch die Państwowa Komisja Wyborcza.
| Nr. | Woiwodschaft     | Sitz der WKK         | Powiats                                                                                                 | EWZ     |
| --- | ---------------- | -------------------- | --- | ------- |
| 1   | Niederschlesien  | Legnica              | Bolesławiecki, Lubański, Lwówecki, Zgorzelecki                                                          | 285.847 |
| 2   | Niederschlesien  | Legnica              | Jelenia Góra, Jaworski, Jeleniogórski, Kamiennogórski, Złotoryjski                                      | 288.256 |
| 3   | Niederschlesien  | Legnica              | Legnica, Głogowski, Legnicki, Lubiński, Polkowicki                                                      | 409.501 |
| 4   | Niederschlesien  | Wałbrzych            | Wałbrzych (seit 2015), Swidnicki, Wałbrzyski                                                            | 333.569 |
| 5   | Niederschlesien  | Wałbrzych            | Dzierżoniowski, Kłodzki, Ząbkowicki                                                                     | 337.717 |
| 6   | Niederschlesien  | Breslau              | Górowski, Milicki, Oleśnicki, Oławski, Strzeliński, Średzki, Trzebnicki, Wołowski, Wrocławski           | 588.002 |
| 7   | Niederschlesien  | Breslau              | südlicher Teil Breslaus                                                                                 | 274.610 |
| 8   | Niederschlesien  | Breslau              | nördlicher Teil Breslaus                                                                                | 318.198 |
| 9   | Kujawien-Pommern | Bydgoszcz            | Bydgoszcz, Bydgoski, Świecki, Tucholski                                                                 | 593.516 |
| 10  | Kujawien-Pommern | Bydgoszcz            | Inowrocławski, Mogileński, Nakielski, Sępoleński, Żniński                                               | 407.977 |
| 11  | Kujawien-Pommern | Toruń                | Toruń, Powiat Chełmiński, Toruński                                                                      | 339.801 |
| 12  | Kujawien-Pommern | Toruń                | Grudziądz, Brodnicki, Golubsko-Dobrzyński, Grudziądzki, Rypiński, Wąbrzeski                             | 337.752 |
| 13  | Kujawien-Pommern | Toruń                | Włocławek, Aleksandrowski, Lipnowski, Radziejowski, Włocławski                                          | 367.018 |
| 14  | Lublin           | Lublin               | Lubartowski, Łukowski, Opolski, Puławski, Rycki                                                         | 442.339 |
| 15  | Lublin           | Lublin               | Janowski, Kraśnicki, Lubelski, Łęczyński, Świdnicki                                                     | 424.020 |
| 16  | Lublin           | Lublin               | Lublin                                                                                                  | 331.690 |
| 17  | Lublin           | Chełm                | Biała Podlaska, Bialski, Parczewski, Radzyński                                                          | 273.092 |
| 18  | Lublin           | Chełm                | Chełm, Chełmski, Krasnostawski, Włodawski                                                               | 255.978 |
| 19  | Lublin           | Chełm                | Zamość, Biłgorajski, Hrubieszowski, Tomaszowski, Zamojski                                               | 442.429 |
| 20  | Lebus            | Zielona Góra         | Zielona Góra, Krośnieński, Świebodziński, Zielonogórski                                                 | 316.079 |
| 21  | Lebus            | Zielona Góra         | Gorzów Wielkopolski; Gorzowski, Międzyrzecki, Strzelecko-Drezdenecki, Słubicki, Sulęciński              | 378.931 |
| 22  | Lebus            | Zielona Góra         | Nowosolski, Wschowski, Żagański, Żarski                                                                 | 306.504 |
| 23  | Łódź             | Łódź                 | östlicher Teil von Łódź                                                                                 | 402.711 |
| 24  | Łódź             | Łódź                 | westlicher Teil von Łódź, Brzeziński, Łódzki wschodni                                                   | 392.471 |
| 25  | Łódź             | Sieradz              | Kutnowski, Łęczycki, Łowicki, Poddębicki                                                                | 278.134 |
| 26  | Łódź             | Sieradz              | Łaski, Pabianicki, Zgierski                                                                             | 328.454 |
| 27  | Łódź             | Sieradz              | Pajęczański, Sieradzki, Wieluński, Wieruszowski, Zduńskowolski                                          | 363.735 |
| 28  | Łódź             | Piotrków Trybunalski | Piotrków Trybunalski, Bełchatowski, Piotrkowski, Radomszczański                                         | 398.250 |
| 29  | Łódź             | Piotrków Trybunalski | Skierniewice, Opoczyński, Rawski, Skierniewicki, Tomaszowski                                            | 336.677 |
| 30  | Kleinpolen       | Krakau I             | Chrzanowski, Myślenicki, Oświęcimski, Suski, Wadowicki                                                  | 643.133 |
| 31  | Kleinpolen       | Krakau II            | Krakowski, Miechowski, Olkuski                                                                          | 418.318 |
| 32  | Kleinpolen       | Krakau II            | nördlicher Teil Krakaus                                                                                 | 345.765 |
| 33  | Kleinpolen       | Krakau II            | südlicher Teil Krakaus                                                                                  | 357.846 |
| 34  | Kleinpolen       | Tarnów               | Bocheński, Brzeski, Proszowicki, Wielicki                                                               | 350.967 |
| 35  | Kleinpolen       | Tarnów               | Tarnów, Dąbrowski, Tarnowski                                                                            | 370.090 |
| 36  | Kleinpolen       | Nowy Sącz            | Limanowski, Nowotarski, Tatrzański                                                                      | 382.388 |
| 37  | Kleinpolen       | Nowy Sącz            | Nowy Sącz, Gorlicki, Nowosądecki                                                                        | 403.761 |
| 38  | Masowien         | Płock                | Płock, Gostyniński, Płocki, Sierpecki, Sochaczewski, Żyrardowski                                        | 490.770 |
| 39  | Masowien         | Płock                | Ciechanowski, Mławski, Płoński, Przasnyski, Żuromiński                                                  | 350.193 |
| 40  | Masowien         | Warschau II          | Legionowski, Nowodworski, Warszawski Zachodni, Wołomiński                                               | 493.860 |
| 41  | Masowien         | Warschau II          | Grodziski, Otwocki, Piaseczyński, Pruszkowski                                                           | 502.344 |
| 42  | Masowien         | Warschau I           | östlicher Teil Warschaus                                                                                | 399.248 |
| 43  | Masowien         | Warschau I           | südlicher Teil Warschaus                                                                                | 432.003 |
| 44  | Masowien         | Warschau I           | nördlicher Teil und Zentrum Warschaus                                                                   | 374.302 |
| 45  | Masowien         | Warschau I           | westlicher Teil Warschaus                                                                               | 402.338 |
| 46  | Masowien         | Siedlce              | Ostrołęka, Makowski, Ostrołęcki, Ostrowski, Pułtuski, Wyszkowski                                        | 390.023 |
| 47  | Masowien         | Siedlce              | Garwoliński, Miński, Węgrowski                                                                          | 322.420 |
| 48  | Masowien         | Siedlce              | Siedlce, Łosicki, Siedlecki, Sokołowski                                                                 | 247.781 |
| 49  | Masowien         | Radom                | Białobrzeski, Grójecki, Kozienicki, Przysuski                                                           | 239.477 |
| 50  | Masowien         | Radom                | Radom, Lipski, Radomski, Szydłowiecki, Zwoleński                                                        | 483.235 |
| 51  | Opole            | Opole                | Brzeski, Kluczborski, Namysłowski, Nyski, Prudnicki                                                     | 400.590 |
| 52  | Opole            | Opole                | Opole, Opolski                                                                                          | 246.125 |
| 53  | Opole            | Opole                | Głubczycki, Kędzierzyńsko-Kozielski, Krapkowicki, Oleski, Strzelecki                                    | 350.476 |
| 54  | Karpatenvorland  | Rzeszów              | Tarnobrzeg, Leżajski, Niżański, Stalowowolski, Tarnobrzeski                                             | 351.001 |
| 55  | Karpatenvorland  | Rzeszów              | Dębicki, Kolbuszowski, Mielecki, Ropczycko-Sędziszowski, Strzyżowski                                    | 471.406 |
| 56  | Karpatenvorland  | Rzeszów              | Rzeszów, Łańcucki, Rzeszowski                                                                           | 412.745 |
| 57  | Karpatenvorland  | Krosno               | Krosno, Brzozowski, Jasielski, Krośnieński                                                              | 344.286 |
| 58  | Karpatenvorland  | Krosno               | Przemyśl, Bieszczadzki, Jarosławski, Leski, Lubaczowski, Przemyski, Przeworski, Sanocki                 | 547.683 |
| 59  | Podlachien       | Białystok            | Łomża, Suwałki, Augustowski, Grajewski, Kolneński, Łomżyński, Moniecki, Sejneński, Suwalski, Zambrowski | 479.465 |
| 60  | Podlachien       | Białystok            | Białystok, Białostocki, Sokólski                                                                        | 491.733 |
| 61  | Podlachien       | Białystok            | Bielski, Hajnowski, Siemiatycki, Wysokomazowiecki                                                       | 216.436 |
| 62  | Pommern          | Gdynia               | Słupsk, Lęborski, Słupski, Wejherowski                                                                  | 447.729 |
| 63  | Pommern          | Gdynia               | Bytowski, Chojnicki, Człuchowski, Kartuski, Kościerski                                                  | 417.915 |
| 64  | Pommern          | Gdynia               | Gdynia, Pucki                                                                                           | 315.778 |
| 65  | Pommern          | Danzig               | Danzig, Sopot                                                                                           | 469.369 |
| 66  | Pommern          | Danzig               | Gdański, Starogardzki, Tczewski                                                                         | 332.114 |
| 67  | Pommern          | Danzig               | Kwidzyński, Malborski, Nowodworski, Sztumski                                                            | 224.411 |
| 68  | Schlesien        | Częstochowa          | Częstochowski, Kłobucki, Lubliniecki, Myszkowski                                                        | 368.945 |
| 69  | Schlesien        | Częstochowa          | Częstochowa                                                                                             | 229 609 |
| 70  | Schlesien        | Gliwice              | Gliwice, Gliwicki, Tarnogórski                                                                          | 427.230 |
| 71  | Schlesien        | Gliwice              | Bytom, Zabrze                                                                                           | 338.479 |
| 72  | Schlesien        | Rybnik               | Jastrzębie-Zdrój, Żory, Raciborski, Wodzisławski                                                        | 412.925 |
| 73  | Schlesien        | Rybnik               | Rybnik, Mikołowski, Rybnicki                                                                            | 304.071 |
| 74  | Schlesien        | Katowice             | Chorzów, Piekary Śląskie, Ruda Śląska, Siemianowice Śląskie, Świętochłowice                             | 423.977 |
| 75  | Schlesien        | Katowice             | Mysłowice, Tychy, Bieruńsko-Lędziński                                                                   | 256.017 |
| 76  | Schlesien        | Sosnowiec            | Dąbrowa Górnicza; Będziński, Zawierciański                                                              | 393.454 |
| 77  | Schlesien        | Sosnowiec            | Jaworzno, Sosnowiec                                                                                     | 303.789 |
| 78  | Schlesien        | Bielsko-Biała        | Bielsko-Biała, Bielski, Pszczyński                                                                      | 431.697 |
| 79  | Schlesien        | Bielsko-Biała        | Cieszyński, Żywiecki                                                                                    | 325.169 |
| 80  | Schlesien        | Katowice             | Katowice                                                                                                | 294.977 |
| 81  | Heiligkreuz      | Kielce               | Buski, Jędrzejowski, Kazimierski, Konecki, Pińczowski, Staszowski, Włoszczowski                         | 448.882 |
| 82  | Heiligkreuz      | Kielce               | Opatowski, Ostrowiecki, Sandomierski, Skarżyski, Starachowicki                                          | 427.840 |
| 83  | Heiligkreuz      | Kielce               | Kielce, Kielecki                                                                                        | 405.495 |
| 84  | Ermland-Masuren  | Elbląg               | Elbląg, Bartoszycki, Braniewski, Elbląski, Lidzbarski                                                   | 327.964 |
| 85  | Ermland-Masuren  | Elbląg               | Działdowski, Iławski, Nowomiejski, Ostródzki                                                            | 312.769 |
| 86  | Ermland-Masuren  | Olsztyn              | Olsztyn, Nidzicki, Olsztyński, Szczycieński                                                             | 388.267 |
| 87  | Ermland-Masuren  | Olsztyn              | Ełcki, Giżycki, Gołdapski, Kętrzyński, Mrągowski, Olecki, Piski, Węgorzewski                            | 408.683 |
| 88  | Großpolen        | Piła                 | Chodzieski, Czarnkowsko-Trzcianecki, Pilski, Wągrowiecki, Złotowski                                     | 410.953 |
| 89  | Großpolen        | Piła                 | Grodziski, Międzychodzki, Nowotomyski, Obornicki, Szamotulski, Wolsztyński                              | 361.240 |
| 90  | Großpolen        | Posen                | Poznański                                                                                               | 323.659 |
| 91  | Großpolen        | Posen                | Posen                                                                                                   | 513.703 |
| 92  | Großpolen        | Konin                | Gnieźnieński, Słupecki, Średzki, Śremski, Wrzesiński                                                    | 393.471 |
| 93  | Großpolen        | Konin                | Konin, Kolski, Koniński, Turecki                                                                        | 380.307 |
| 94  | Großpolen        | Kalisz               | Leszno, Gostyński, Kościański, Leszczyński, Rawicki                                                     | 330.137 |
| 95  | Großpolen        | Kalisz               | Kępiński, Krotoszyński, Ostrowski, Ostrzeszowski                                                        | 349.600 |
| 96  | Großpolen        | Kalisz               | Kalisz, Jarociński, Kaliski, Pleszewski                                                                 | 319.461 |
| 97  | Westpommern      | Szczecin             | Szczecin, Policki                                                                                       | 447.703 |
| 98  | Westpommern      | Szczecin             | Świnoujście, Goleniowski, Gryficki, Gryfiński, Kamieński, Łobeski, Myśliborski, Pyrzycki, Stargardzki   | 577.463 |
| 99  | Westpommern      | Koszalin             | Białogardzki, Choszczeński, Drawski, Kołobrzeski, Świdwiński, Wałecki                                   | 338.410 |
| 100 | Westpommern      | Koszalin             | Koszalin, Koszaliński, Sławieński, Szczecinecki                                                         | 304.530 |